# Christopher Ahlberg
Christopher Ahlberg, född 1968 i Kungälv, är en svensk civilingenjör och IT-entreprenör.
Christopher Ahlberg studerade datavetenskap vid Chalmers tekniska högskola och genomförde sitt examensarbete vid University of Maryland, samt doktorerade vid Chalmers med avhandlingen Dynamic queries år 1996.
Christopher Ahlberg grundade tillsammans med Staffan Truvé företaget Spotfire år 1996, vilket såldes till Tibco år 2007. År 2009 grundade Christopher Ahlberg och Staffan Truvé Recorded Future. Han blev ledamot av Kungliga Ingenjörsvetenskapsakademien år 2014.

## Utmärkelser
- 2002 – MIT Technology Reviews pris som en av världens 35 främsta innovatörer under 35 år[3]
- 2023 – Polhemspriset[3]